# Umstrittene Gebiete des Nordiraks

Offizielle Grenzen der Autonomen Region Kurdistan gemäß Manifest von 1970
Nicht anerkannte annektierte Gebiete unter kurdischer Kontrolle
Von der kurdischen Regionalregierung beanspruchte Gebiete
Rest des Irak

Die umstrittenen Gebiete des Nordiraks sind Regionen im Irak, deren verwaltungsrechtliche Zuordnung zwischen Bagdad und der kurdischen Regionalregierung umstritten ist. Betroffen sind vor allem die Ninawa- und die Kirkuk-Provinz sowie kleine Teile der Provinzen Salah ad-Din und Diyala. Artikel 140 der irakischen Verfassung sieht eine Volksabstimmung der dort lebenden Bevölkerung zu dieser Frage vor. Die Gebiete werden sowohl von der Autonomen Region Kurdistan als auch von der irakischen Zentralregierung beansprucht. Die Entscheidung sollte spätestens zum 31. Dezember 2007 erfolgen. Zu dieser Abstimmung kam es jedoch nie.

## Geschichte
Seit dem Sturz Saddam Husseins 2003 wurden die Gebiete von Kurden kontrolliert. 2014 hatte der Islamische Staat weite Teile der umstrittenen Gebiete unter ihre Kontrolle gebracht. Seit 2017 werden die Gebiete von der irakischen Armee kontrolliert.

## Bevölkerung

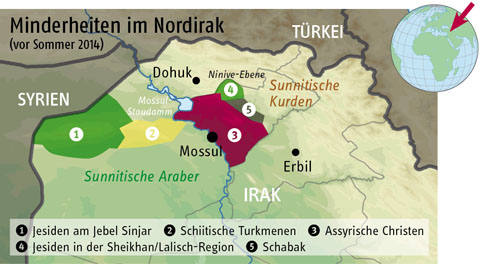
Siedlungsgebiete der verschiedenen Bevölkerungsgruppen in der irakischen Provinz Ninawa

Zu den Bevölkerungsgruppen der umstrittenen Gebiete des Nordiraks zählen Kurden, Araber und die Minderheiten im Irak wie Turkmenen, Assyrer, Jesiden und Schabak.

## Gebiete
In der Provinz Ninawa sind der Distrikt Sindschar, der Distrikt Tal Afar, der Distrikt Akrê sowie die in der Ninive-Ebene liegenden Distrikte Schaichān, al-Hamdaniya und Tel Kaif betroffen. In diesen Gegenden befinden sich zahlreiche Städte und Dörfer von Minderheiten wie beispielsweise die assyrischen Dörfer Alqosh und Bartella und die jesidischen Dörfer Baschiqa und Bahzani. In der Provinz Kirkuk, in der ein besonderes Vorkommen von Erdöl besteht und in der ein Großteil der Turkmenen lebt, sind die Distrikte al-Hawidscha (Hawija), Daquq, Kirkuk und ad-Dibis betroffen.

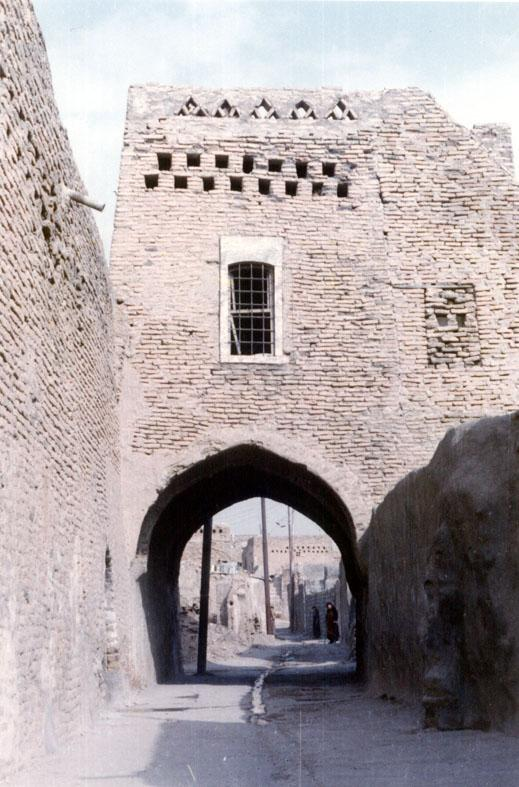
Die assyrische Stadt Baghdeda in der Ninive-Ebene

Das Gouvernement Dahuk in der Autonomen Region Kurdistan besteht offiziell aus vier Distrikten: Dohuk, Amediye, Zaxo und Semile. Die Distrikte Shekhan und Akrê des Gouvernement Ninawa sowie ein neu erstellter Distrikt namens Bardarash und Teile der Distrikte Tel Kaif und al-Hamdaniya wurden dem Gouvernement Dahuk angeschlossen. (Siehe Karten) Diese Gebiete befinden sich auf umstrittenem Territorium und gehören offiziell zum Gouvernement Ninawa.
|  |  |  |

Im Gouvernement Erbil wurde der Distrikt Machmur neu hinzugefügt, obwohl der Distrikt ursprünglich zum Gouvernement Ninawa gehörte und von Mossul verwaltet wurde. Heute hat Mossul keine Verwaltung mehr über Machmur. Der Distrikt gehört de facto zur Autonomen Region Kurdistan und wurde vom Gouvernement Ninawa getrennt. Auch dieses Gebiet befindet sich auf umstrittenem Territorium.
|  |  |

Im Gouvernement Sulaimaniyya wurden die Distrikte Chanaqin und Kifri neu hinzugefügt, obwohl die Distrikte offiziell zum Gouvernement Diyala gehören.
|  |  |  |

Das Gouvernement Kirkuk gehört offiziell nicht zur Autonomen Region Kurdistan, wird aber von den Kurden beansprucht. Von 1976 bis 2006 hieß das Gouvernement at-Taʾmīm.
|  |  |

Im Gouvernement Salah ad-Din, welches offiziell zur irakischen Zentralregierung gehört, ist hauptsächlich der Distrikt Tuz betroffen. Das Distrikt ist multi-ethnisch. In der Stadt Tuz Churmatu leben Turkmenen, Araber, Kurden und Assyrer.
|  |  |

## Selbstverwaltung
Die Minderheiten im Irak, denen laut der irakischen Verfassung besondere Rechte zustehen, bestehen größtenteils darauf, diese Gebiete selbst zu verwalten, und haben teilweise eigene Streitkräfte (auch als Milizen bekannt) wie beispielsweise die Turkmen Brigades (turkmenische Miliz), Nineveh Plain Protection Units (assyrische Miliz) und die Hêza Parastina Êzîdxan (Jesidische Miliz) gegründet. Die Minderheiten fühlen sich von den irakischen und kurdischen Streitkräften im Stich gelassen. Als der IS 2014 in diese Gebiete einmarschierte, flüchteten die irakische Armee und die kurdischen Peschmerga aus diesen Gebieten. Einige Bewohner streben trotzdem die Angliederung an die irakische Zentralregierung oder an die Autonome Region Kurdistan an. Die größte Mehrheit der Minderheiten hat aber ihre eigenen Vorstellungen von der Zukunft der Gebiete und streben teilweise sogar eigene Autonomieverwaltungen an. Die Turkmenen bezeichnen ihre Siedlungsgebiete als „Türkmeneli“ (Land der Turkmenen), die Jesiden bezeichnen ihre Siedlungsgebiete als „Ezidikhan“ (Land der Jesiden) und die Assyrer bezeichnen ihre Siedlungsgebiete als „Assyrien“. Die Minderheiten haben auch eigene Parteien gegründet, die im irakischen Parlament tätig sind und ihre Interessen vertreten, wie beispielsweise die Turkmenenfront des Irak, die Jesidische Bewegung für Reform und Fortschritt oder die Assyrische Demokratische Bewegung.

## Assimilation
Laut einem Bericht der nicht-staatlichen Menschenrechtsorganisation Human Rights Watch werden die Bewohner der umstrittenen Gebiete teilweise gezwungen, sich als Kurden zu identifizieren und sich für die Angliederung an die Autonome Region Kurdistan zu entscheiden. Das Außenministerium der Vereinigten Staaten berichtet darüber, dass die Schulen der Minderheiten in diesen Gebieten gezwungen werden, in der kurdischen Sprache zu unterrichten.